# Henning Hartmann
Henning Hartmann (* 1979 in Darmstadt) ist ein deutscher Schauspieler und Hörspielsprecher.

## Leben
Henning Hartmann hatte bereits in der Schule und im Jugendclub des Staatstheaters Darmstadt Erfahrungen auf der Bühne sammeln können, ehe er nach Abitur und Zivildienst 1999 eine schauspielerische Ausbildung an der Münchner Otto-Falckenberg-Schule begann. Bis zu deren erfolgreichen Abschluss 2003 spielte Hartmann an den Münchner Kammerspielen und wurde danach an das Berliner Ensemble unter Claus Peymann engagiert. 2005 ging er an das Schauspielhaus Bochum, wo er bis 2010 unter Vertrag stand. Zur Spielzeit 2009/10 holte ihn Intendant Lars-Ole Walburg ans Schauspiel Hannover, wo er zehn Jahre zum festen Ensemble gehörte. Seit 2019 ist er freiberuflich tätig.
Gelegentlich dreht Henning Hartmann auch für Film und Fernsehen. Er spielte Nebenrollen in zwei Tatort-Folgen und verkörperte in einer Dokumentation über Richard Strauss den deutschen Komponisten. Daneben spricht er in Hörspielen und -büchern und spielt eine Reihe von Instrumenten.
Henning Hartmann lebt in Hannover.

## Filmografie (Auswahl)
- 2012: Tom’s Video
- 2015: Richard Strauss: Am Ende des Regenbogens
- 2018: Tatort – Blut
- 2018: Die Hälfte der Welt gehört uns – Als Frauen das Wahlrecht erkämpften
- 2018: Raus (Kinofilm)
- 2019: Notruf Hafenkante – Daddy cool!
- 2020: Tatort: National feminin
- 2020: SOKO Wismar – Ilse muss weg
- 2020: Big Dating (4 Folgen)
- 2021: Die Liebe des Hans Albers
- 2021: Der Beschützer
- 2022: Die Pfefferkörner – Miese Nummer
- 2022: Schule am Meer – Frischer Wind
- 2022: In aller Freundschaft – Die jungen Ärzte – Versagensängste
- 2023: Tatort: Gold
- 2023: Schule am Meer – Familienbande
- 2024: SOKO Köln:  Tod im Krügchen

## Theaterrollen (Auswahl)

### Berliner Ensemble
- Kammerdiener in Leonce und Lena von Georg Büchner
- Trinculo in Der Sturm von William Shakespeare
- Tempelherr in Nathan der Weise von Gotthold Ephraim Lessing
- Roller in Die Räuber von Friedrich Schiller
- Andri in Andorra von Max Frisch

### Schauspielhaus Bochum
- Philippeau in Dantons Tod von Georg Büchner
- Mr. Martin in Die kahle Sängerin von Eugène Ionesco
- Dr. Baugh in Die Katze auf dem heißen Blechdach von Tennessee Williams
- Baron von Gaigern in Menschen im Hotel nach dem gleichnamigen Roman von Vicki Baum

### Schauspiel Hannover
- Hagen von Tronje in Die Nibelungen von Friedrich Hebbel
- Thorvald Helmer in Nora oder Ein Puppenheim von Henrik Ibsen
- Josef K. in Der Prozess nach dem Roman Der Process von Franz Kafka
- Titelrolle in Peer Gynt von Henrik Ibsen
- Fjodor Iljitsch Kulygin in Drei Schwestern von Anton Tschechow
- Mortimer in Maria Stuart von Friedrich Schiller
- Malvolio in Was ihr wollt von William Shakespeare
- Kaliajew in Die Gerechten von Albert Camus
- Orgon in Tartuffe von Molière
- Hendrik Höfgen in Mephisto nach Klaus Mann
- König Duncan in Macbeth von William Shakespeare

## Hörspiele
- 2001: Markus Vanhoefer: Willy Watson und der Mops der Königin – Regie: Markus Vanhoefer – BR
- 2002: Laura Feuerland: Die Hexenschwestern und das Internat – Regie: Leonhard Huber – BR
- 2002: David Steel: Fuchs & Igel – Märchendetektive  (3. Folge: Der geheimnisvolle Graf von Carabas) – Regie: Bernhard Jugel – BR

## Auszeichnungen
- 2002: Ensemblepreis der Bayerischen Theatertage für Was ihr wollt
- 2002: Ensemblepreis beim Schauspielschultreffen in Essen für Wegen ZU geschlossen
- 2009: Publikumspreis beim NRW-Theaterfestival westwärts in Bonn für I Hired a Contract Killer
- 2009/2016: Nominierung als Schauspieler des Jahres der Zeitschrift Theater heute